# Kopsokhiládhes
Kopsokhiládhes (Kopsochilades) är en ort i Grekland.   Den ligger i prefekturen Nomós Kerkýras och regionen Joniska öarna, i den västra delen av landet, 400 km nordväst om huvudstaden Aten. Kopsokhiládhes ligger 63 meter över havet och antalet invånare är 110. Den ligger på ön Korfu.
Terrängen runt Kopsokhiládhes är platt åt nordväst, men åt sydost är den kuperad. Havet är nära Kopsokhiládhes norrut.Runt Kopsokhiládhes är det ganska tätbefolkat, med 214 invånare per kvadratkilometer. Närmaste större samhälle är Agios Georgis, 3,4 km sydväst om Kopsokhiládhes. I omgivningarna runt Kopsokhiládhes växer i huvudsak blandskog.